# Dennis Srbeny
Dennis Srbeny (5 de maig de 1994) és un futbolista professional alemany que juga com a davanter pel Greuther Fürth alemany.
Anteriorment havia jugat pel Norwich City FC anglès. Va signar el gener del 2018, després de marcar 9 gols en 15 partits amb el SC Paderborn.